# Syzygium cleyerifolium
Syzygium cleyerifolium är en myrtenväxtart som först beskrevs av Ryôkichi Ruôkichi Yatabe, och fick sitt nu gällande namn av Tomitaro Makino. Syzygium cleyerifolium ingår i släktet Syzygium och familjen myrtenväxter.
Artens utbredningsområde är Ogasawara-shoto. Inga underarter finns listade i Catalogue of Life.